# Lista de municípios do Algarve

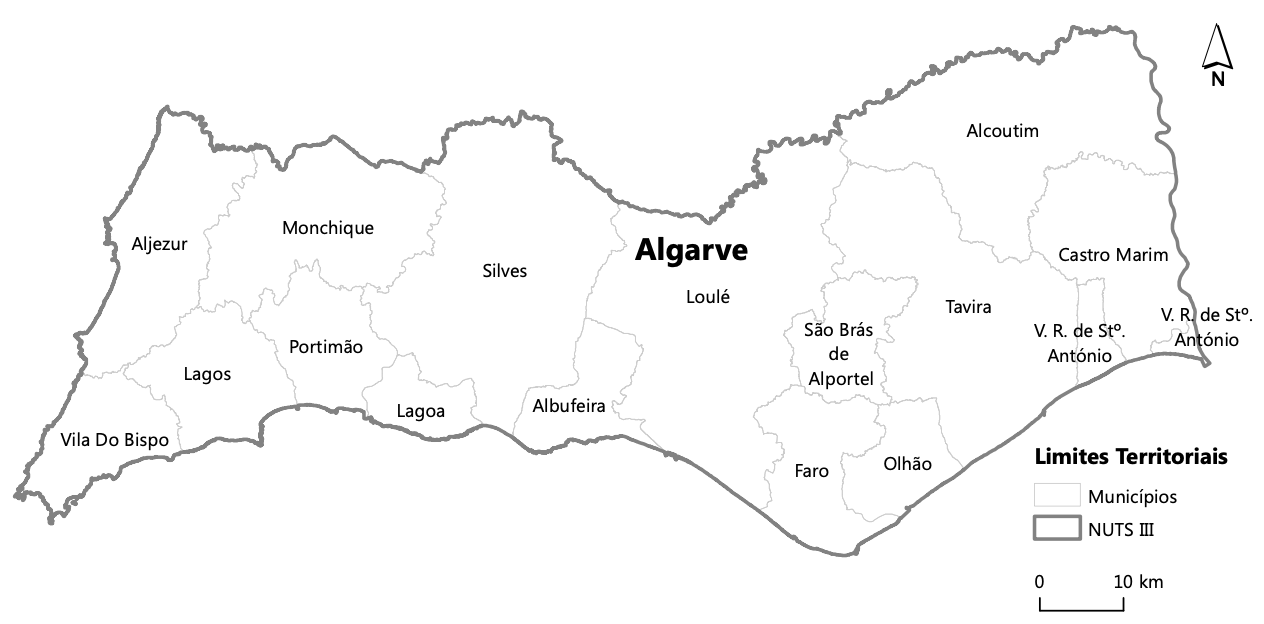
Mapa dos municípios do Algarve

Esta é uma lista de municípios do Algarve, uma região portuguesa situada no sul do país, ordenados alfabeticamente e por população.
| Município                  | População (2021) |
| -------------------------- | ---------------- |
| Albufeira                  | 44 707           |
| Alcoutim                   | 2 512            |
| Aljezur                    | 6 161            |
| Castro Marim               | 6 578            |
| Faro                       | 67 589           |
| Lagoa                      | 24 072           |
| Lagos                      | 33 583           |
| Loulé                      | 72 344           |
| Monchique                  | 5 423            |
| Olhão                      | 44 623           |
| Portimão                   | 60 278           |
| São Brás de Alportel       | 11 357           |
| Silves                     | 38 329           |
| Tavira                     | 27 524           |
| Vila do Bispo              | 5 805            |
| Vila Real de Santo António | 18 918           |
| Algarve                    | 469’983          |